# Turn Down the Lights
A Turn Down the Lights című dal az amerikai Shaince második kimásolt kislemeze harmadik 21... Ways to Grow című stúdióalbumáról. A dal csupán az amerikai Billboard listára került fel.

## Megjelenések
CD Single  Motown – 860 231-2
1. Turn Down The Lights (Pop Edit)	3:44
2. Turn Down The Lights (Radio Edit) 4:07
3. Turn Down The Lights (LP Version) 4:29
4. I Love Your Smile (Driza Bone Club Mix) 4:21 Remix, Producer [Additional Production] – Driza Bone

## Slágerlista
| Slágerlista                           | Legjobb helyezés |
| ------------------------------------- | ---------------- |
| U.S. Billboard Bubbling Under Hot 100 | 14               |
| U.S. Billboard Hot R&B/Hip-Hop Songs  | 21               |